# Aris de Limassol
El Aris Limassol es un club de fútbol chipriota de la ciudad de Limasol que juega en la Primera División de Chipre. Los colores del club son verde y el blanco y disputan sus partidos como local en el Tsirion Stadium.

## Historia
Fue uno de los miembros fundadores de la Asociación de Fútbol de Chipre, y en sus primeras temporadas, en los años 30, osciló su clasificación entre el 5.º y el 7.º puesto. Durante la década de 1940, el equipo no compitió en la Primera División de Chipre. No obstante, regresaron de nuevo a la máxima competición de Chipre en 1954, descendiendo a la Segunda División después de terminar último en la tabla. La temporada siguiente fueron campeones en la Segunda División, ascendiendo de nuevo a primera, pero al final de la temporada volvieron a descender. Volvió años más tarde a la Primera División, donde después de una buena actuación, acabó cuarto en la liga.
En 1970 volvió a descender a Segunda, pero todo cambió entre los años 1975 y 1980, consiguiendo en dos ocasiones acabar cuartos en el campeonato, en 1976-77 y 1978-79. Todo siguió igual las siguientes temporadas, cambiando de categoría casi cada año.
El mayor éxito del club fue en 1989, cuando el equipo se clasificó para la final de la Copa de Chipre, donde fueron derrotados por el AEL Limassol por 2-3. La temporada siguiente, en 1989-90, el club firmó el ucraniano Oleg Blokhin, el Balón de Oro de 1975, que les ayudó a acabar de nuevo en la cuarta posición. Blokhin terminó su carrera jugando en el Aris Limassol.
Tras el paso de la estrella europea del fútbol, todo siguió igual, volviendo a convertirse en un equipo "ascensor", hasta la temporada 2007-08, que de nuevo los ha enviado a la Segunda División.

## Entrenadores

### Entrenadores destacados
- Tadeusz Kraus (1976–80, 1983–85)
- Jerzy Engel (1997)
- Henk Houwaart (septiembre 2007–noviembre 07)
- Mihai Stoichiţă (2007–08)
- Akis Agiomamitis (2008–09)
- Marios Constantinou (mayo de 2009–enero 10)
- Stéphane Demol (febrero de 2010–junio de 2010)
- Dušan Mitošević (2010–12)
- Demetris Ioannou (2012–2013)
- Tasos Kyriacou (julio de 2012–octubre de 2013)
- Ton Caanen (octubre de 2013–2014)
- Giorgos Polyviou (junio 2014 – octubre 2014)
- Akis Agiomamitis (octubre 2014 – septiembre 2015)
- Eugen Neagoe (septiembre 2015 – febrero 2016)
- Kostas Kaiafas (febrero 2016 – mayo 2016)
- Thalis Theodoridis (junio 2016 – octubre 2016)
- Frederik Vanderbiest (noviembre 2016 – enero 2017)
- Nicolas Martides (enero 2017 – octubre 2017)
- Giannis Christopoulos (octubre 2017 – enero 2018)
- Nicos Panayiotou (enero 2018 – marzo 2018)
- Chrysis Michael (abril de 2018 – enero 2019)
- Nicolas Martides (enero 2019 – mayo 2019)
- Liasos Louka (julio 2019 – febrero 2022)
- Aleksey Shpilevsky (febrero 2022 – )

## Jugadores

### Jugadores destacados
| - Francisco Aguirre - Silvio González - Andrés Imperiale - Sebastián Salomón - Facundo Roncaglia - Adam Foti - Jovo Mišeljić - Bueno Ernandes - Eduardo Marques - Gelson - Wender - Atanas Bornosuzov - Plamen Petrov - Radostin Stanev - Ventsislav Vasilev - Hristo Yovov - Gilbert N'Djema - Vincent Ongandzi - Puma - Alekos Alekou | - Marios Antoniou - Ioannis Chadjivasilis - Panikos Hatziloizou - Loizos Kakoyiannis - Simos Krassas - Andreas Kyprianou - Marios Nicolaou - Andreas Papakostas - Yiasoumis Yiasoumi - Tomáš Kuchař - Jan Vorel - Jani Viander - Edwin Ouon - Marc Eberle - Miklos Lendvai - Waldemar Adamczyk - Łukasz Sosin - Bruno Pinheiro - Paulo Costa | - Laurenţiu Diniţă - Ion Geolgău - Claudiu Ionescu - Adrian Mihalcea - Costel Mozacu - Adrian Pigulea - Mihai Stere - Mirza Golubica - Julius Woobay - Marko Barun - Miha Golob - Maros Klimpl - Marian Lalik - Ivan Trabalík - Ricardo Nunes - Oleg Blokhin - Leopoldo Jiménez |

## Palmarés

### Torneos nacionales
- Primera División de Chipre (1): 2023
- Segunda División de Chipre (5): 1954, 1956, 1994, 2011, 2013
- Subcampeón de la Copa de la República de Chipre (1): 1989

## Participación en competiciones de la UEFA
| Temporada | Torneo            | Ronda            | Club              | Casa | Visita | Global   |
| --------- | ----------------- | ---------------- | ----------------- | ---- | ------ | -------- |
| 2022-23   | Conference League | Clasificatoria 2 | Neftchi Baku      | 2-0  | 0-3    | 2-3      |
| 2023-24   | Champions League  | Clasificatoria 2 | BATE Borisov      | 6-2  | 5-3    | 11-5     |
| 2023-24   | Champions League  | Clasificatoria 3 | Raków Częstochowa | 0-1  | 1-2    | 1-3      |
| 2023-24   | Europa League     | Play-off         | Slovan Bratislava | 6-2  | 1-2    | 7-4      |
| 2023-24   | Europa League     | Grupo C          | Sparta Praga      | 1-3  | 2-3    | 4º Lugar |
| 2023-24   | Europa League     | Grupo C          | Rangers           | 2-1  | 1-1    | 4º Lugar |
| 2023-24   | Europa League     | Grupo C          | Real Betis        | 0-1  | 1-4    | 4º Lugar |